# 三輪猶作
三輪 猶作（みわ なおさく、1850年7月23日（嘉永3年6月15日）- 1917年（大正6年）9月17日）は、明治から大正前期の地主、実業家、政治家。衆議院議員、四日市市会議長。

## 経歴
伊勢国三重郡浜田村（三重県三重郡四日市町浜田を経て現四日市市）で、大地主、酒造業・三輪嘉平（嘉左衛門）の長男として生まれる。堀木恥堂から漢籍を学んだ。酒造業、肥料商を営む。
1886年（明治19年）頃、三重県酒造改良協会の設立を主導し、専門技術者を招聘して醸造術の近代化を図り、酒造法の改善に貢献した。また、四日市米穀取引所、四日市銀行の設立に尽力し、取引所理事長、銀行2代頭取を務めた。その他、関西鉄道監査役、三重県人造肥料監査役、三重土木取締役、四日市倉庫重役、四日市商業会議所役員なども務めた。
政界では、浜田村副戸長、同村会議員、同議長、四日市町会議員、四日市市会議員、同初代議長、同参事会員、三重県会議員、徴兵参事員、所得税調査委員、日本赤十字社特別社員などを務めた。四日市港の築港事業の推進に尽力した。
1902年（明治35年）8月、第7回衆議院議員総選挙で三重県四日市市から壬寅会所属で出馬して初当選し、その後、第9回総選挙まで再選され、衆議院議員に連続3期在任した。
また多額の投資をして自邸内に自彊館と命名した私設図書館を建設し、希望者の閲覧に供した。

## 国政選挙歴
- 第7回衆議院議員総選挙（三重県四日市市、1902年8月、壬寅会）当選[14]
- 第8回衆議院議員総選挙（三重県四日市市、1903年3月、中正倶楽部）当選[4][14]
- 第9回衆議院議員総選挙（三重県四日市市、1904年3月、甲辰倶楽部）当選[14]